# Madame Bovary (película de 1933)
Madame Bovary es una película francesa dirigida por Jean Renoir, estrenada en 1933, cuyo guion fue tomado de la novela homónima de Gustave Flaubert.

## Argumento
El amor adúltero de  Emma Bovary, cansada de su matrimonio aburrido, que termina en la destrucción y la muerte.

## Reparto
- Pierre Renoir: Charles Bovary
- Alice Tissot: Madre de Charles.
- Valentine Tessier: Emma Bovary, la esposa de Charles.
- Héléna Manson: Héloïsa, la primera señora de Bovary.
- Max Dearly: Señor Homais, el farmacéutico.
- Daniel Lecourtois: Léon Dupuis
- Fernand Fabre: Rodolphe Boulanger

## Comentarios
La reconstrucción de Francia en 1850 es muy clara y nos lleva en ese momento.